# روبرت نالباندیان (طراح صحنه)
روبرت گغامی نالباندیان (ارمنی: Ռոբերտ Գեղամի Նալբանդյան؛ زاده ۱۹۷۴ - درگذشته ۹ ژوئن ۱۹۱۲) طراح صحنه، صحنه‌نگار  اهل ارمنستان بود. وی بین سال‌های - تا - میلادی فعالیت می‌کرد.

## زندگی‌نامه
وی در ۹ ژوئن ۱۹۱۲ در قاراکیلیسا به دنیا آمد و از کالج دولتی هنرهای زیبای پانوس ترلمزیان و دانشگاه ملی پلی‌تکنیک ارمنستان فارغ‌التحصیل گشت. وی همچنین برنده جوایزی همچون چهره هنری شایسته ارمنستان شوروی (۱۹۶۹) شد. وی در ۱۹۷۴ در سن ۶۲ سالگی در تفلیس درگذشت.

## یادداشت
1. ↑  բեմանկարիչ